# Emil Bessels
Emil Israel Bessels (Heidelberg, 2 juny de 1847 – Stuttgart, 30 de març 1888) va ser un metge i explorador de l'Àrtida alemany d'origen jueu. Va estudiar medicina i ciències naturals a les universitats de Heidelberg i Jena. Bessels va passar gran part de la seva carrera científica treballant per la Smithsonian Institution. Va prendre part en diverses expedicions àrtiques, en el transcurs d'una de les quals va estar sota sospita d'haver assassinat l'explorador estatunidenc Charles Francis Hall.

## Biografia

### Primera Expedició Polar Àrtic
El 1869, per suggeriment d'August Petermann, es va unir a una expedició a l'oceà Àrtic amb la finalitat d'investigar les illes Spitzbergen i Novaya Zemlya i l'estudi de l'oceà en la seva proximitat. Degut a les condicions adverses de gel, sols van poder arribar a Spitzbergen. Durant l'expedició es van prendre mesures hidrogràfiques i es demostrà la influència climatològica del Corrent del Golf a la costa oriental de Spitzbergen. Després de tornar al seu país natal el 1870, es va unir a l'exèrcit alemany com a cirurgià a temps per a la guerra francoprussiana. Pels seus serveis militars va rebre una reconeixement públic pel Gran Duc de Baden.

### Expedició Polaris
El 1871, es va unir a la tripulació de l'expedició Polaris, dirigida per Charles Francis Hall, com a metge del vaixell i cap de l'equip científic Ben aviat xocà amb Hall pel control de la investigació científica en l'expedició. Quan Hall va emmalaltir, l'octubre de 1871, Bessels va romandre seu costat durant diversos dies, aparentment amb la finalitat d'administrar-li el tractament mèdic. Amb tot, Hall sospitava que Bessels l'estava enverinant es va negar a ser curat per ell.
Després de la mort de Hall, Bessels va ser un dels que es va quedar a bord del Polaris, quan la major part de la tripulació es va separar mentre tractava de salvar els subministraments. Bessels i el seu grup abandonaren el vaixell i foren ajudats pels inuit d'Etah i així van poder superar l'hivern. En arribar la primavera el grup va construir dos bots amb fustes que van recuperar del vaixell i el 3 de juny van iniciar la navegació cap al sud. El juliol foren rescatats pel balener Ravenscraig, tornant a casa previ pas per Escòcia el 1873
Bessels i la resta de supervivents de l'expedició foren interrogats per una comissió d'investigació per determinar els fets que van conduir a la mort de Hall. Bessels declarà que "el primer atac es va deure a l'exposició a les baixes temperatures durant el viatge en trineu. En tornar al vaixell entrà a una cabina calenta sense treure's la roba de pells que portava, i tot seguit es va prendre una tassa de cafè calent. I ningú sap quines són les conseqüències que això podia tenir". Afirmà que Hall "va patir un atac d'hemiplegia", quedant paralitzats el seu braç i costat esquerre, i que li havia injectat quinina abans de la mort per fer-li baixar la febre que tenia.
La investigació oficial va dictaminar que la causa de la mort va ser l'apoplexia. Amb tot, el 1968 Chauncey C. Loomis, professor al Dartmouth College, va fer una expedició a Groenlàndia per exhumar el cos de Hall. Les proves realitzades sobre les mostres de teixit dels ossos, les ungles i els cabells van demostrar que havia ingerit grans dosis d'arsènic en les dues últimes setmanes de la seva vida. La intoxicació per arsènic sembla coherent amb els símptomes que els membres de l'expedició van indicar, dolors d'estómac, vòmits, atordiment i deliris. En el llibre The Arctic Grail, Pierre Berton suggereix la possibilitat que la ingesta d'arsènic fos accidental, ja que era habitual la seva presència a les farmacioles de l'època. Això no obstant, es considera més probable que fos assassinat per algun dels membres de l'expedició, possiblement Bessels, que va estar gairebé tot el temps al costat de Hall, tot i que mai es van presentar càrrecs.

### Darrers anys
Durant la dècada de 1870 Bessels va treballar diversos anys al Smithsonian Institution preparant la publicació dels resultats científics de l'expedició. El més destacat d'aquests estudis va ser la prova que Groenlàndia era una illa, deduïda a partir de les observacions de les marees i el descobriment de nous a la deriva, cosa que indicava la connexió entre el mar de Groenlàndia i el Mar de Bering. La publicació havia de tenir tres volums, els dos primers dels quals van ser escrits per Bessels. Amb tot, sols el primer volum, Physical Observations, fou publicat, però després fou eliminat pels greus errors i no fou reeditat. El va planejar un treball sobre els inuits, però els seus manuscrits foren destruïts pel foc el 1885
Bessels va intentar organitzar la seva pròpia expedició a l'Àrtida, però al final se'n va desdir. Va participar en una expedició a la costa nord-oest d'Amèrica a bord del USS Saranac, però el viatge va haver d'interrompre's en naufragar el vaixell a Seymour Narrows, Colúmbia Britànica. El 1878 Bessels va publicar un llibre en alemany, Die amerikanische Nordpolexpedition, sobre l'expedició Polaris.
Bessels va morir d'un infart a la ciutat de Stuttgart a l'edat de 40 anys.